# Борец Труда
Боре́ц Труда́ — хутор в Каневском районе Краснодарского края.
Входит в состав Стародеревянковского сельского поселения.

## Население
| 2002 | 2010 |
| ---- | ---- |
| 155  | ↗158 |

## Улицы
На хуторе имеется одна улица — Хлеборобная.